# مطار شاه مخدوم
مطار شاه مخدوم هو مطار داخلي يخدم مدينة راجشاهي في بنغلاديش.

## شركات الطيران
| شركـات طيـران              | الوجهات                               | Refs. |
| -------------------------- | ------------------------------------- | ----- |
| خطوط بيمان بنغلاديش الجوية | مطار شاه جلال الدولي                  | [ 2 ] |
| نوفو إير                   | مطار كوكس بازار، مطار شاه جلال الدولي | [ 3 ] |
| يو إس بنغلا للطيران        | مطار شاه جلال الدولي                  | [ 4 ] |